# Kurá Hulanda
Kurá Hulanda is een vijfsterrenhotel in Willemstad (Curaçao). Het is onderdeel van Kurá Hulanda Village, met een museum, restaurants, winkel, galeries en wellnessvoorzieningen.

## Geschiedenis

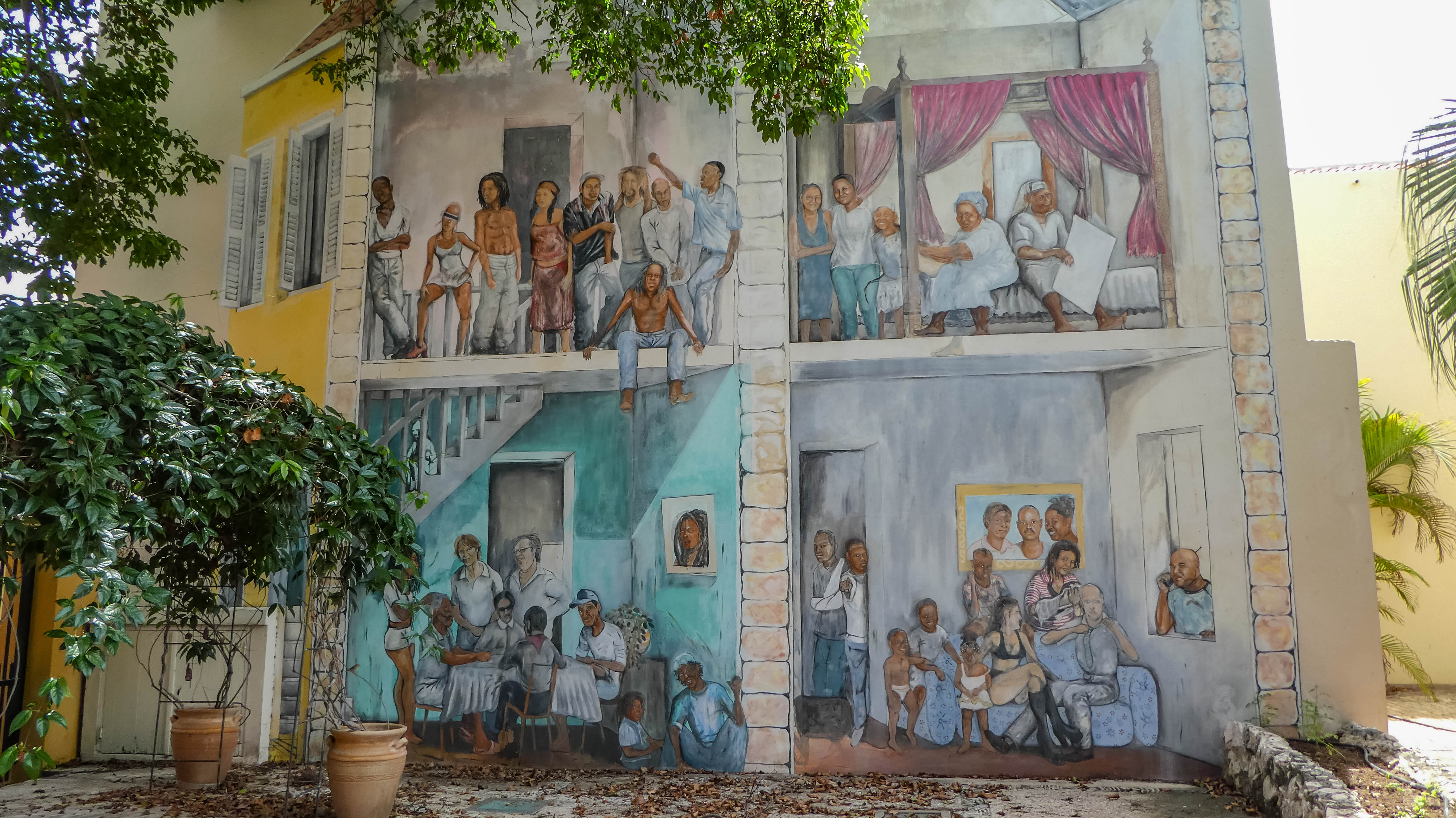
Muurschildering van de vroegere bewoners van Kurá Hulanda door Ras Elijah

In 1997 is het historisch centrum van Willemstad door Unesco op de Werelderfgoedlijst geplaatst. Vanaf begin 2000 verwierf de Nederlandse zakenman Jacob Gelt Dekker een aantal door de Stichting Monumentenzorg Curaçao en anderen gerestaureerde panden in het stadsdeel Otrobanda. In 2001 nam hij hotel Porto Paseo over, liet aangrenzende panden restaureren en vestigde er het hotel Kurá Hulanda (Hollands erf), een congrescentrum, museum en een wetenschappelijk instituut. Het Museum Kurá Hulanda was het centrum van het complex, met onder andere een collectie over de trans-Atlantische slavenhandel. Het complex had verder drie restaurants, een fitnesscentrum en twee zwembaden. Alle hotelkamers waren verschillend ingericht met authentieke meubels.
Op Westpunt nam Gelt Dekker het verwaarloosde Kadushi Cliff Resort over dat werd omgezet in Kurá Hulanda Lodge & Beach Club.
Gelt Dekker bracht het eigendom van zijn hotel en resort onder in de Jade Stichting, een goedendoelenorganisatie die zich richtte op scholing voor kinderen. Door tegenvallende omzetresultaten konden de eigenaren in 2013 niet meer aan hun betalingsverplichtingen voldoen. Na een faillissement kwam het complex in eigendom van de Latijns-Amerikaanse keten GHL Hotels. In 2018 werden de hotels opnieuw failliet verklaard en in 2020 zijn zij geveild. De nieuwe eigenaar van Kurá Hulnda Village in Otrobanda is een combinatie van drie lokale ondernemingsgroepen. Deze mikte op een combinatie van een kleiner hotel en huurwoningen. Ook het resort op Westpunt werd verkocht aan en lokale groep.